# Йорк, Карл Гэбриел
Карл Гэбриел Йорк (англ. Carl Gabriel Yorke; род. 23 ноября 1952, Бербанк, Калифорния, США) — американский актёр кино и телевидения, наиболее известный по роли документалиста Алана Йейтса в культовом фильме ужасов «Ад каннибалов» (1980) итальянского режиссёра Руджеро Деодато.

## Биография

### Ранние годы
Родился в семье с театральными традициями. Его прадед Гас Йорк был артистом водевиля, дед Гейб Йорк возглавлял отдел рекламы 20th Century Fox и Paramount Pictures. Интерес к актёрской профессии проявил в 10-летнем возрасте после посещения съёмочной площадки фильма «Самый длинный день» (1962), где служил его отец — представитель ВВС США по связям с Голливудом.

### Карьера
Начинал карьеру в Сан-Франциско в импровизационном театре «The Committee Workshop». В 1974 году дебютировал в профессиональном театре в постановке «Пролетая над гнездом кукушки».
Мировую известность получил после роли журналиста Алана Йейтса в скандальном эксплуатационном фильме «Ад каннибалов» (1980), который вызвал судебные разбирательства из-за реалистичности сцен насилия. Для съёмок Йорк провёл месяц в джунглях Амазонии.
В 1990-х годах снимался в голливудских проектах:
- «Джек-медведь» (1993)
- Технотриллер «Призрак в машине» (1993)
- «Аполлон-13» (1995)
- Чёрная комедия «Рука-убийца» (1999)

На телевидении участвовал в популярных сериалах:
- «Моя так называемая жизнь» (1994—1995)
- «Вайпер» (1994—1999)
- «Параллельные миры» (1995—2000), где также выступил режиссёром одной серии

## Фильмография

### Полнометражные фильмы
- 1980 — «Ад каннибалов» — Алан Йейтс
- 1993 — «Джек-медведь» — Гордон Лейтон
- 1993 — «Призрак в машине» — техник по безопасности
- 1995 — «Аполлон-13» — специалист SIM
- 1999 — «Рука-убийца» — сопровождающий

### Телевидение
- 1994—1995 — «Моя так называемая жизнь» (эпизодическая роль)
- 1994—1999 — «Вайпер» (роли второго плана)
- 1995—2000 — «Параллельные миры» (актёр и режиссёр)

## Личная жизнь
Сообщений о семейном положении и детях в СМИ не появлялось. Рост актёра — 180 см.